# Panglossianism
Panglossianism är uppfattningen att vi lever i den bästa av världar, att allting redan är ordnat till det bästa av naturen (via naturlagar, evolution etc) och att det därför inte är någon mening för oss att försöka förändra världen på något vis genom till exempel politik, det är bara att luta sig tillbaka och låta världen ha sin gång.
Ordet panglossianism kommer från den fiktive filosofen Pangloss, som i Voltaires roman Candide uttrycker denna uppfattning, hämtad från filosofen och vetenskapsmannen Gottfried Leibniz världsuppfattning. Leibniz ansåg i sin bok Teodicée att det var Gud som hade ordnat världen på det bästa av alla möjliga vis; bland annat måste man då acceptera den ondska som fanns i världen, för Gud hade ju redan gjort världen så bra han har kunnat. 